# آذر ۱۳۸۵

## پنج‌شنبه: ‎۳۰ آذر۱۳۸۵(۲۱ دسامبر۲۰۰۶)
- مرگ ترکمن‌باشی

صفرمراد نیازف، رییس‌جمهور دائم‌العمر ترکمنستان، در سن ۶۶ سالگی درگذشت. 

## چهارشنبه: ‎۲۹ آذر۱۳۸۵(۲۰ دسامبر۲۰۰۶)
- درگذشت هنرمند جوان ایرانی

ناصر عبدالهی خواننده ایرانی پس از ۲۷ روز کما درگذشت. به نقل از خبرگزاری فارس

## سه‌شنبه: ‎۲۸ آذر۱۳۸۵(۱۹ دسامبر۲۰۰۶)
- نظامیان آمریکایی در خاورمیانه افزایش خواهند یافت

جورج دبلیو بوش، رییس‌جمهور آمریکا، در گفتگویی با روزنامهٔ واشنگتن پست اعلام کرد که کشورش، نیروهای نظامی موجود در افغانستان و عراق را افزایش خواهد داد..نیویورک تایمز

## دوشنبه: ‎۲۰ آذر۱۳۸۵(۱۱ دسامبر۲۰۰۶)
- شعار مرگ بر دیکتاتور در سخنرانی احمدی نژاد

سخنرانی محمود احمدی نژاد رئیس‌جمهور ایران در دانشگاه صنعتی امیرکبیر (پلی تکنیک) با اعتراض برخی دانشجویان که عکس‌های وی را آتش زده و شعار 'مرگ بر دیکتاتور' سر داده بودند، به تشنج کشیده شد. بی‌بی‌سی فارسی رادیو فردا
- کمک دوهزار و پانصد میلیارد ریالی جمهوری اسلامی به فلسطینیان

اسماعیل هنیه، نخست وزیر دولت خودگردان فلسطین گفته‌است که ایران ۲۵۰ میلیون دلار (معادل دوهزار و پانصد میلیارد ریال) کمک مالی به فلسطینیان می‌کند. بی‌بی‌سی فارسی رادیو فردا
- آغاز به کار همایش هولوکاست در تهران

همایش بین‌المللی «بررسی هولوکاست؛ چشم‌انداز جهانی» با سخنان منوچهر متکی، وزیر خارجه جمهوری اسلامی ایران در تهران آغاز به کار کرد. در همین حال اولین واکنش‌های کشورهای جهان به این کنفرانس بسیار تند بود به‌طوری‌که سخنگوی وزارت امور خارجه آمریکا این کنفرانس را «رسوایی تازه رژیم تهران» خواند و گفت انکار مرگ شش میلیون نفر، «شگفت انگیز و شرم آور» است. رادیو فردا
- حسین علیزاده، نامزد جایزه ' گرمی' شد

حسین علیزاده، موسیقیدان سرشناس ایرانی به خاطر آلبوم به تماشای آبهای سپید نامزد دریافت جایزه گرمی شد. جوایز گرمی معتبرترین جایزه صنعت ضبط و پخش موسیقی در آمریکا محسوب می‌شود. بی‌بی‌سی فارسی

## یک‌شنبه: ‎۱۹ آذر۱۳۸۵(۱۰ دسامبر۲۰۰۶)
- مرگ رئیس‌جمهور اسبق شیلی

آگوستو پینوشه، رهبر کودتای ۱۹۷۳ شیلی، در ۹۱ سالگی بر اثر حمله قلبی در بیمارستان درگذشت. 
- افزایش بدهی خارجی ایران به ۹۰ میلیارد دلار

معاون پژوهش‌های اقتصادی مجمع تشخیص مصلحت نظام در تاریخ ۱۸ آذر ۱۳۸۵ رسما اعلام کرد که تعهدها و بدهیهای خارجی ایران به رقم ۹۰ میلیارد دلار رسید. سایت خبری بارتاب

## چهارشنبه: ‎۱۵ آذر۱۳۸۵(۶ دسامبر۲۰۰۶)
- شاهنامه در فهرست برترین آثار داستانی امسال قرار گرفت. (خبرگزاری ایسنا به نقل از واشنگتن‌پست[پیوند مرده])
- حسین رضازاده قهرمان وزنه‌برداری در رشته سنگین وزن و تنها ورزشکار اعزامی این رشته به بازی‌های آسیایی، امروز در دوحه مصاف خواهد داد و در همین بازی‌ها تیم ملی فوتبال ایران با هندوستان دیدار خواهد کرد. (روزنامه خبرورزشی)
- آیا شیراز شهر ادبی جهان خواهد شد؟ مجموعه گزارش‌های خبرگزاری فارس
- سالگرد کشتگان سقوط هواپیمای ارتش برگزار شد. خبرگزاری مهر

## دوشنبه: ‎۱۳ آذر۱۳۸۵(۴ دسامبر۲۰۰۶)
- پیروزی مجدد هوگو چاوز

هوگو چاوز با اختصاص بیش از ۶۰٪ آرا به خود، برای سومین بار، به عنوان رییس‌جمهور ونزوئلا برگزیده شد. 

## یک‌شنبه: ‎۱۲ آذر۱۳۸۵(۳ دسامبر۲۰۰۶)
- ممنوع‌التصویر شدن هادی ساعی قهرمان تکواندوی جهان به مدت هفت روز

تصاویر مربوط به هادی ساعی قهرمان المپیک و جهان رشته تکواندو که در پانزدهمین دوره بازی‌های آسیایی مصاف می‌دهد از تلویزیون دولتی ایران پخش نخواهد شد. علت آن شرکت ساعی در انتخابات شورای شهر تهران ذکر شده‌است. هادی پنج‌شنبه این هفته نخستین بازی خود را برگزار خواهد کرد.
جشن قهرمانی این تکواندوکار شایسته را بعد از مراسم انتخابات گرفته خواهد شد. خبرگزاری فارس

## جمعه: ‎۱۰ آذر۱۳۸۵(۱ دسامبر۲۰۰۶)
- الزام سایت‌های اینترنتی به کسب مجوز از وزارت ارشاد

هیأت دولت با تصویب یک آیین‌نامه پایگاه‌های اطلاع‌رسانی را به کسب مجوز از وزارت ارشاد ملزم کرد. مطلبی در این مورد در بازتاب و متن بخشنامه از سایت بازتاب
- آغاز پانزدهمین دوره بازی‌های آسیایی

بازی‌های آسیایی ۲۰۰۶ دوحه قطر، با روشن‌شدن مشعل اصلی در ورزشگاه خلیفه، به‌طور رسمی آغاز شد. 

## پنج شنبه: ‎۹ آذر۱۳۸۵(۳۰ نوامبر۲۰۰۶)
- تلاش‌های پاکستان علیه افغانستان در اجلاس ناتو

براساس گزارشهای منتشر شده در رسانه‌های خبری پاکستان، خورشید قصوری وزیر خارجه این کشور در صحبتهای خصوصی با شماری از وزیران کشورهای عضو ناتو به آن‌ها توصیه کرده‌است که به جای نبرد با طالبان، بهتر است در با این گروه مذاکره کنند و آن‌ها را در یک دولت ائتلافی سهیم کنند. 

## چهارشنبه: ‎۸ آذر۱۳۸۵(۲۹ نوامبر۲۰۰۶)
- میشل عون همه لبنانی‌ها را به تظاهرات خیابانی فراخواند

میشل عون رهبر مخالفان مسیحی و رئیس جریان آزاد ملی لبنان امروز چهارشنبه از تمامی لبنانی‌ها خواست با هدف تشکیل دولت وحدت ملی در این کشور به خیابان‌ها بریزند. خبرگزاری فارس
- نامه محمود احمدی نژاد خطاب به مردم آمریکا

رییس جمهوری اسلامی در نامه خود خطاب به مردم ایالات متحده آمریکا، از سیاست‌های دولت آمریکا به شدت انتقاد کرده و دولت مردان این کشور را به تغییر رفتار فراخوانده‌است. خبرگزاری فارس
- فتوای آیت الله لنکرانی برای قتل دو روزنامه‌نگار جمهوری آذربایجان

محمد فاضل لنکرانی، یکی از مراجع تقلید شیعه در قم، برای دو روزنامه‌نگار در جمهوری آذربایجان فتوای قتل صادر کرده‌است. بی‌بی‌سی فارسی
- پنتاگون 'استخدام' اعضای سازمان مجاهدین را رد کرد

وزارت دفاع آمریکا در واکنش به گزارش هفته‌نامه کنگرشنال ویکلی (C.Q) را در خصوص استخدام، بکارگیری و آموزش اعضای گروه تروریستی سازمان مجاهدین خلق توسط ارتش آمریکا را رد کرد. بی‌بی‌سی فارسی سایت خبری بازتاب

## دوشنبه: ‎۶ آذر۱۳۸۵(۲۷ نوامبر۲۰۰۶)
- سانحه هوایی در ایران

یک فروند هواپیمای آنتونوف-۷۴ متعلق به سپاه پاسداران در ایران سقوط کرد. آسوشیتدپرس

## یک‌شنبه: ‎۵ آذر۱۳۸۵(۲۶ نوامبر۲۰۰۶)
- حل شدن مشکل تیم فوتبال امید ایران

تیم فوتبال امید ایران فردا تهران را به مقصد دوحه محل برگزاری پانزدهمین دوره بازی‌های آسیایی ترک خواهد کرد. خبرگزاری مهر خبرگزاری فارس
- مراسم بزرگداشت روز ملی دختران در ایران برگزار شد

با توجه به این که سال جاری نخستین سالی است که روز ولادت حضرت معصومه(س) به عنوان روز ملی دختران به تصویب شورای عالی انقلاب فرهنگی رسیده‌است، مراسم بزرگداشت این روز در نمایندگی‌های استانی سازمان ملی جوانان و با مشارکت اعضای سازمان‌های مختلف در سراسر کشور برگزار شد و از دختران جوان برگزیده و نخبه تقدیر به عمل آمد. سرویس «جوانان» ایسنا
- روسیه تحویل پدافند به ایران را تکذیب کرد

یک صادرکننده تسلیحات در روسیه، روز گذشته گزارشهای رسانه‌های روسی مبنی بر اینکه شرکت Rosoboronexport تحویل سیستم پدافند هوایی تور ام یک Tor M۱ به ایران را آغاز کرده‌است، تأیید نکرد.
به گزارش مهر، خبرگزاری ریانووستی به نقل از یک منبع روسی اعلام کرد:«ما نمی‌توانیم گزارشهای مربوط به آغاز تحویل سیستم پدافند هوایی تور ام یک Tor M۱ به ایران را تأیید کنیم». سایت خبری بازتاب
درگذشت هنرمند بزرگ کشور
علی‌حسین بیات زرندی مطلق معروف به بابک بیات (زادهٔ ۲۳ خرداد ۱۳۲۵ در تهران – درگذشتهٔ ۵ آذر ۱۳۸۵ در تهران)، آهنگساز، نوازنده، تنظیم‌کننده و آهنگساز فیلم ایرانی بود.

## پنجشنبه: ‎۲ آذر۱۳۸۵(۲۳ نوامبر۲۰۰۶)
- محرومیت ایران از بازی‌های بین‌المللی فوتبال

فدراسیون جهانی فوتبال، فیفا، اعلام کرد که ایران به دلیل دخالت دولت در امور فوتبال، ناقض اساسنامه این فدراسیون است. در نتیجه کمیته اضطراری فدراسیون جهانی فوتبال (فیفا)، همه تیم‌های باشگاهی، ملی و بازیکنان ایران را به دلیل آنچه دخالت دولت در امور فوتبال می‌داند، از بازی‌های بین‌المللی محروم کرد. بی‌بی‌سی فارسی
- کارنامه حقوق بشر ایران؛ احمدی نژاد و مفهوم عدالت

کمیته سوم مجمع عمومی سازمان ملل متحد، روز چهارشنبه ۲۲ نوامبر، طی قطعنامه‌ای، فهرستی طولانی از موارد نقض حقوق بشر در جمهوری اسلامی را محکوم کرده و دولت محمود احمدی نژاد رئیس‌جمهور ایران را در تحقق وعده خود مبنی بر اجرای «عدالت» در جامعه ایران، ناکام دانسته‌است. بی‌بی‌سی فارسی

## چهارشنبه: ‎۱ آذر۱۳۸۵(۲۲ نوامبر۲۰۰۶)
- قطعنامه سازمان ملل علیه وضعیت حقوق بشر در ایران

سازمان ملل متحد با صدور قطعنامه‌ای نسبت به آنچه تداوم ارعاب، سرکوب و تعقیب مدافعان حقوق بشر، مخالفان سیاسی، اقلیتهای قومی و مذهبی و دیگر گروهها در ایران خوانده‌است، جمهوری اسلامی را محکوم کرد. گفتنی است، در پاسخ جمهوری اسلامی خواستار بررسی رفتار دولت کانادا با بومیان و ساکنان اولیه این سرزمین، یعنی سرخ‌پوستان و اسکیموها شد. بی‌بی‌سی فارسی